# E'erdengbulage
E'erdengbulage (kinesiska: 额尔登布拉格, 额尔登布拉格苏木) är en socken i Kina. Den ligger i den autonoma regionen Inre Mongoliet, i den norra delen av landet, omkring 230 kilometer väster om regionhuvudstaden Hohhot. Antalet invånare är 7508. Befolkningen består av 2 469 kvinnor och 5 039 män. Barn under 15 år utgör 7,0 %, vuxna 15-64 år 86 %, och äldre över 65 år 5,0 %.
Genomsnittlig årsnederbörd är 355 millimeter. Den regnigaste månaden är juli, med i genomsnitt 88 mm nederbörd, och den torraste är januari, med 1 mm nederbörd.